# Bá tước xứ Foix

Huy hiệu của Bá tước xứ Foix.

Bá tước xứ Foix (tiếng Catalan: Comtat de Foix; tiếng Pháp: Comté de Foix; tiếng Anh: Count of Foix) là những nhà cai trị Bá quốc Foix, nơi ngày nay toạ lạc ở miền Nam nước Pháp, trong thời Trung cổ. Nhà Foix cuối cùng đã mở rộng quyền lực của mình trên khắp dãy núi Pyrenees, mua lại Tử quốc Béarn và chuyển triều đình của họ đến Pau ở Béarn. Bá tước Francis Phoebus trở thành vua của Navarre vào năm 1479. Bá tước cuối cùng là Vua Henry III của Navarre, sau khi lên ngôi vua Pháp, bá quốc này đã thuộc lãnh thổ của hoàng gia Pháp.
Cho đến ngày nay, tổng thống Pháp được coi là người kế vị không chính thức của bá tước xứ Foix (với tư cách là người cai trị hiện tại của nhà nước Pháp) với tư cách là Đồng Vương công Andorra.